# Corona 80
Corona 80 – amerykański satelita wywiadowczy. Jedenasty statek serii Keyhole-5 ARGON tajnego programu CORONA. Jego zadaniem miało być wykonanie wywiadowczych zdjęć Ziemi.
Kapsułę z filmami zdeorbitowano i przechwycono 19 czerwca 1964, nad Oceanem Spokojnym.
Udane misje serii KH-5 wykonały łącznie 38 578 zdjęć na prawie 6859 metrach taśmy filmowej.

## Ładunek
- Aparat fotograficzny o ogniskowej 76 mm (rozdzielczość przy powierzchni Ziemi około 140 m; obejmowany obszar 556 x 556 km)
- Pomiary promieniowania kosmicznego za pomocą emulsji czułych na promieniowanie jądrowe
- Plazmowy licznik scyntylacyjny
- Licznik scyntylacyjny elektronów i protonów zórz

### Ładunek dodatkowy
Wraz z Coroną 80 wyniesiono również eksperyment Starflash 1A, oznaczony w katalogu SATCAT jako A00344, ale posiadający takie samo oznaczenie COSPAR, co Corona 80.